# Kōhei Murakoso
Kohei Murakoso (村社 講平, Murakoso Kōhei, né le 29 août 1905 - mort le 8 juillet 1998) est un athlète japonais, spécialiste du fond. 

## Biographie
Kohei Murakoso participe aux Jeux olympiques de 1936 sur 5 000 et 10 000 mètres, et termine 4e dans chacune des épreuves.

### Palmarès
| Date | Compétition     | Lieu   | Résultat | Épreuve  | Performance   |
| ---- | --------------- | ------ | -------- | -------- | ------------- |
| 1936 | Jeux olympiques | Berlin | 4e       | 5 000 m  | 14 min 30 s 0 |
| 1936 | Jeux olympiques | Berlin | 4e       | 10 000 m | 30 min 25 s 0 |

### Records
| Épreuve       | Performance   | Lieu   | Date |
| ------------- | ------------- | ------ | ---- |
| 5 000 mètres  | 14 min 30 s 0 | Berlin | 1936 |
| 10 000 mètres | 30 min 25 s 0 | Berlin | 1936 |